# Jean-Pierre Serre
Jean-Pierre Serre (sinh ngày 15 tháng 9 năm 1926) là một nhà toán học người Pháp nghiên cứu trong lĩnh vực hình học đại số, lý thuyết số và tô pô học. Ông đã nhận được rất nhiều giải thưởng và vinh danh cho những lĩnh vực ông nghiên cứu, bao gồm huy chương Fields năm 1954 và giải Abel năm 2003. Ông là nhà toán học trẻ nhất từ trước đến nay được nhận giải thưởng Fields khi mới 28 tuổi.

## Tiểu sử

### Tuổi trẻ
Jean-Pierre Serre sinh ra tại Bages, Pyrénées-Orientales, Pháp, ông học tại trường Lycée de Nîmes và từ năm 1945 đến 1948 ông học trường École Normale Supérieure ở Paris. Ông đạt được học vị tiến sĩ tại trường Sorbonne năm 1951. Từ 1948 đến 1954 ông công tác tại Trung tâm Nghiên cứu Khoa học Quốc gia Pháp ở Paris. Năm 1956 ông được bầu làm giáo sư tại Collège de France, và ông giữ vị trí này cho đến tận khi ông nghỉ hưu năm 1994.

### Sự nghiệp
Khi còn rất trẻ ông đã là một hình ảnh nổi bật trong trường phái của Henri Cartan, khi ông nghiên cứu về tô pô đại số, hàm nhiều biến phức vàđại số giao hoán cũng như hình học đại số, bằng các kỹ thuật của đại số đồng điều và lý thuyết bó. Luận án tiến sĩ của Serre đề cập đến dãy phổ Leray–Serre kết hợp với một phân thớ. Cùng với Cartan, Serre thiết lập một kĩ thuật sử dụng các không gian Eilenberg–MacLane nhằm tính toán sự đồng luân của các nhóm cầu (homotopy groups of spheres), mà ở thời điểm đó được coi là vấn đề chính trong tô pô học.
Trong bài phát biểu tại lễ trao huy chương Fields năm 1954, Hermann Weyl dành những lời ca ngợi cho Serre , và cũng chỉ ra một điểm đó là huy chương này lần đầu tiên được trao cho một nhà đại số học. Serre sau đó đã thay đổi mục tiêu nghiên cứu của mình. Tuy nhiên, nhận xét sáng suốt của Weyl rằng vai trò trung tâm của giải tích cổ điển đã dần bị thách thức bởi đại số trừu tượng và sau đó đã được thực chứng, chính là đánh giá của ông về vị trí của Serre trong sự thay đổi của đại số trừu tượng.

## Sách ông viết
- Groupes Algébriques et Corps de Classes (1959), translated in English as Algebraic Groups and Class Fields (1988)
- Corps Locaux (1962), as Local Fields (1980)
- Cohomologie Galoisienne (1964) Collège de France course 1962–63, as Galois Cohomology (1997)
- Algèbre Locale, Multiplicités (1965) Collège de France course 1957–58, as Local Algebra (2000)
- Lie Algebras and Lie Groups (1965), 1964 Harvard lectures
- Algèbres de Lie Semi-simples Complexes (1966), as Complex Semisimple Lie Algebras (1987)
- Abelian ℓ-Adic Representations and Elliptic Curves (1968)
- Cours d'arithmétique (1970), as A Course in Arithmetic (1973)
- Représentations linéaires des groupes finis (1971), as Linear Representations of Finite Groups (1977)
- Arbres, amalgames, SL2(1977) as Trees (1980)
- Oeuvres/Collected Papers in four volumes (1986) Vol. IV in 2000
- Lectures on the Mordell-Weil Theorem (1990)
- Topics in Galois Theory (1992)
- Motives (1994) two volumes, editor with Uwe Jannsen and Steven L. Kleiman
- "Cohomological Invariants in Galois Cohomology (2003) with Skip Garibaldi and Alexander Merkurjev
- "Exposés de séminaires 1950–1999" (2001), SMF.
- Grothendieck–Serre Correspondence (2003), bilingual edition, edited with Pierre Colmez